# 鈾玻璃

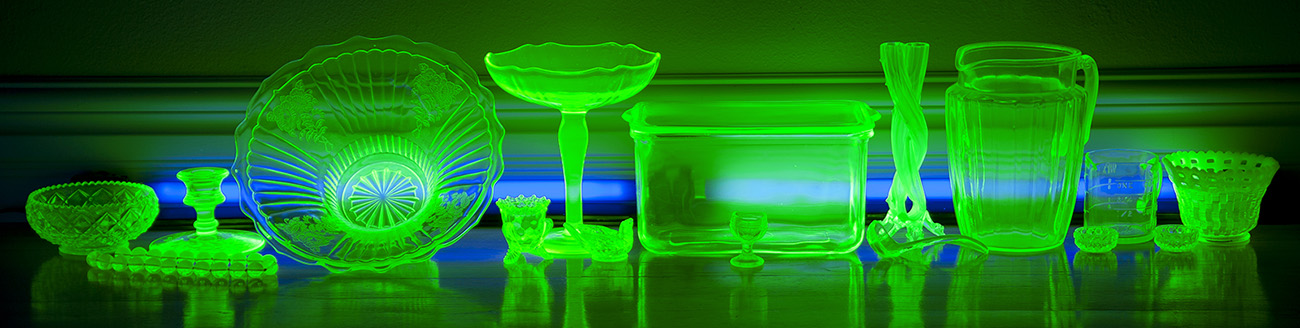
各種鈾玻璃器皿在紫外線黑光下發出螢光

鈾玻璃（英語：Uranium glass）是含有鈾元素的玻璃，一般以二氧化鈾的形式在玻璃熔融前加入著色。添加鈾的重量比例通常從痕量到約2％，但在20世紀初期也有鈾含量高達25％的鈾玻璃被製成。鈾玻璃曾被製成餐具和生活用品，但在1940年代至1990年代由於冷戰等管制因素而迅速消失。現在市面上流通的多數為古董品，也有少數作為裝飾品或科學用途的被新製造出來。

## 外觀
鈾玻璃一般為黃色到綠色，由其二氧化鈾的金屬離子濃度決定，也可通過加入其它元素的著色劑來調整顏色。 鈾玻璃在紫外燈下會發出明亮的綠色螢光。雖然靈敏的蓋革計數器可以檢測到鈾玻璃有大於背景輻射的放射值，但一般來說鈾玻璃的製品被認為是無害的，只有可忽略不計的放射性。

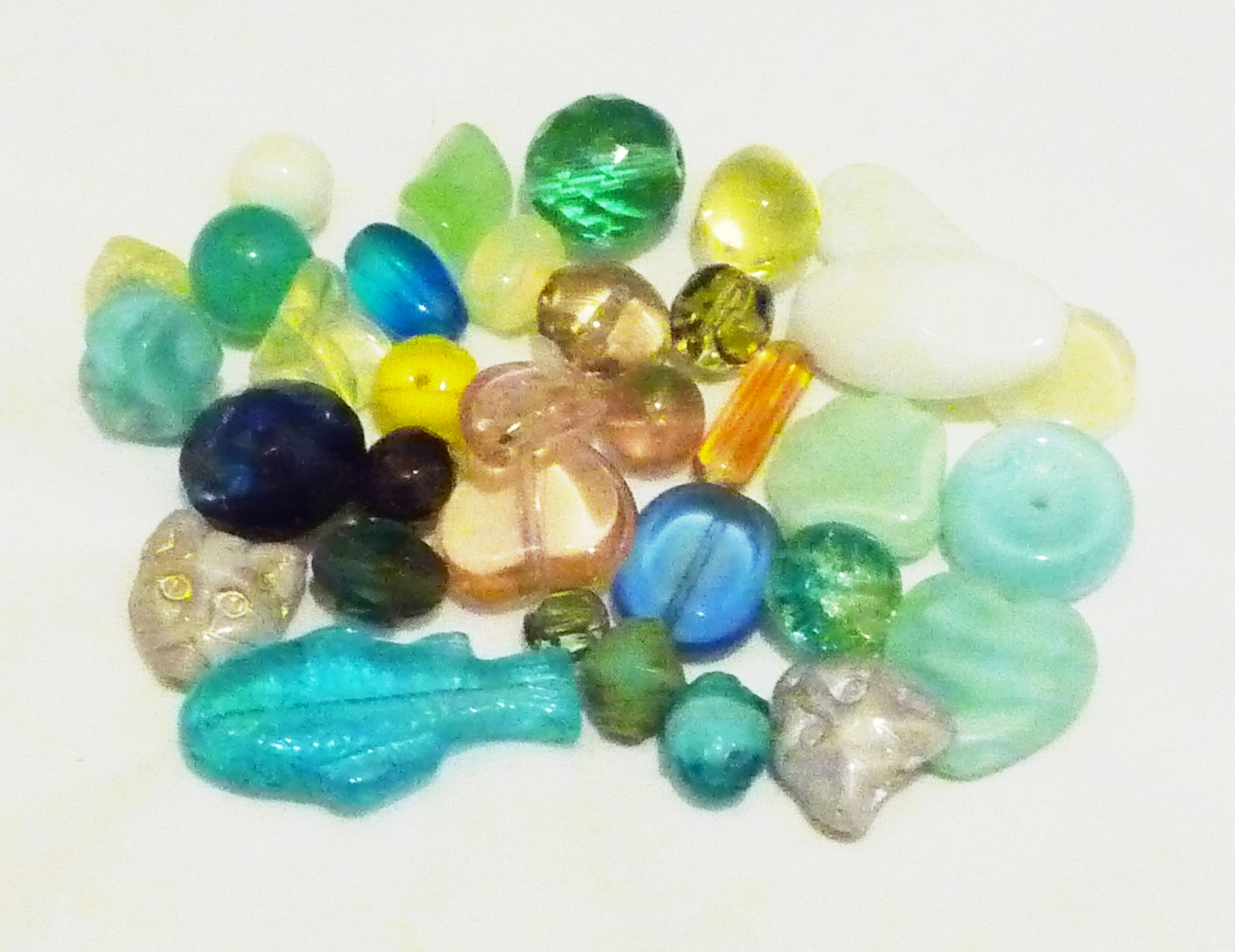
現代鈾玻璃珠（白色背景）
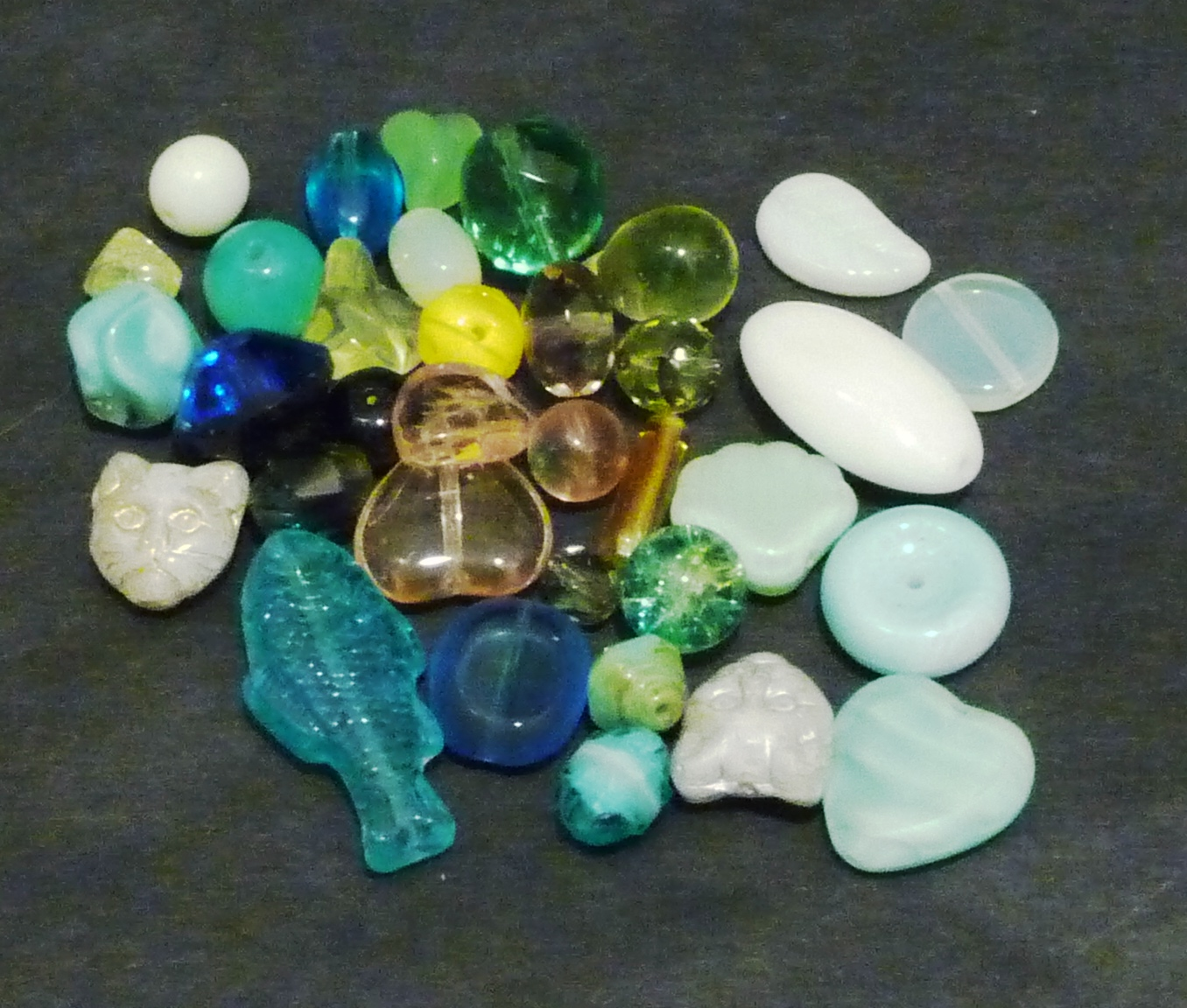
現代鈾玻璃珠（黑背景）
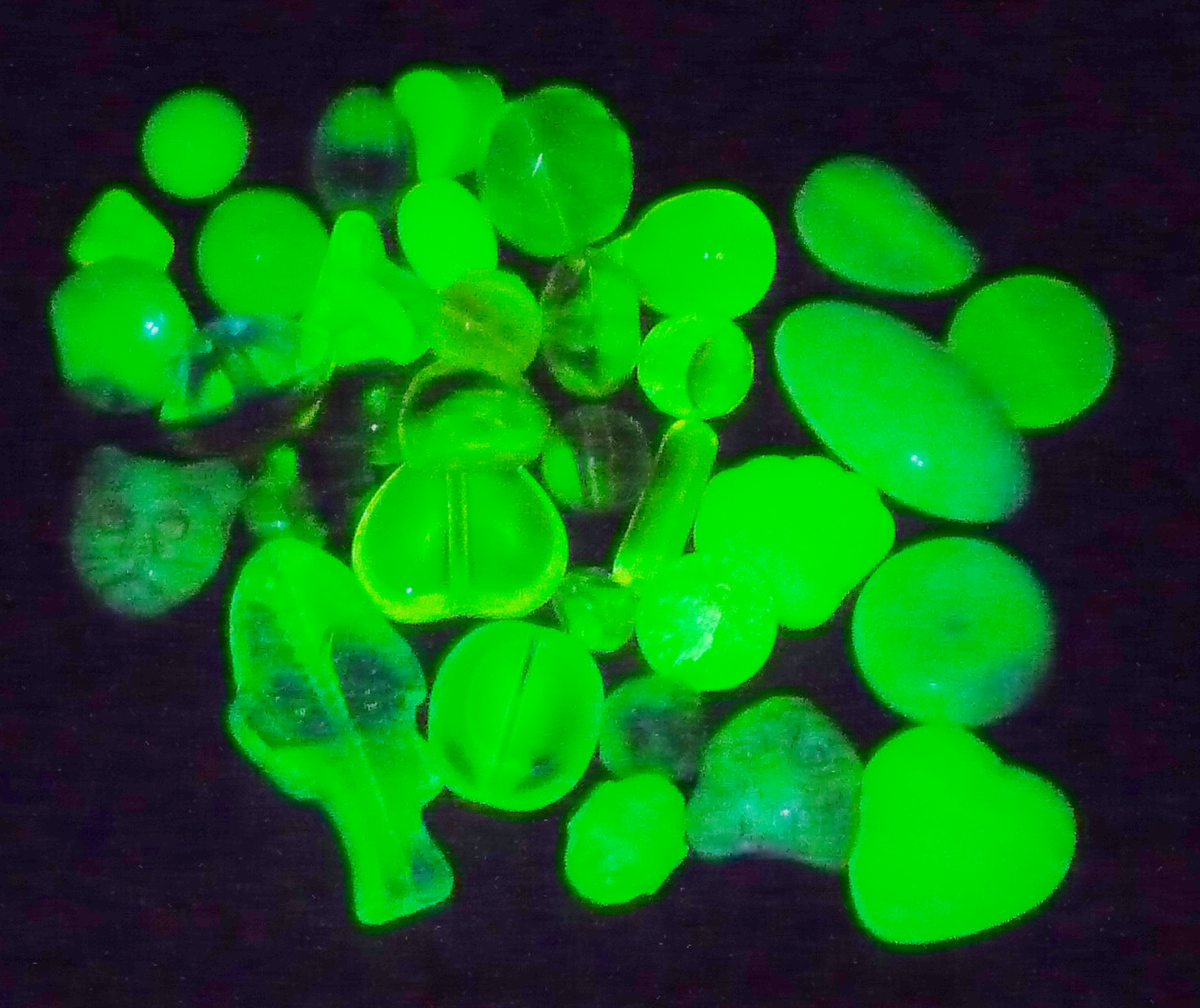
現代鈾玻璃珠（紫外線）

### 凡士林玻璃
鈾玻璃的最典型的顏色是淺黃綠色，它在20年代導致了暱稱凡士林，基於感知相似的外觀玻璃凡士林作為配製並商業當時出售。專業收集器仍將凡士林玻璃定義為透明或半透明的鈾玻璃。
凡士林玻璃現在被用作任何鈾玻璃的同義詞，特別是在美國，但這種用法並不普遍。該術語有時不小心施加到根據在正常光線的表面形貌的某些方面，而不管實際的鈾含量需要其它類型的玻璃黑光燈測試，以驗證該特性的綠色熒光。
在英國和澳大利亞，術語凡士林玻璃可以用來指任何類型的透光性玻璃。 即使在美國，“凡士林”描述有時適用於具有油膩表面的任何類型的半透明玻璃的光澤 。

### 其他顏色
幾種其他常見的鈾玻璃亞型有自己的暱稱：
- custard glass （不透明或半透明的淡黃色）
- jadite glass （不透明的或半不透明的淺綠色;最初，名字被註冊商標為“Jadite”，雖然這是有時過度校正在現代用法為“ 硬玉 ”）
- Depression glass （透明或半透明的淺綠色）。
- Burmese glass （不透明玻璃，從粉紅色到黃色調）

## 歷史

### 前工業用途
使用鈾玻璃的歷史至少可以追溯到公元79年，在意大利那不勒斯灣海角波西利波的羅馬別墅中的一個馬賽克拼貼上的黃色玻璃，被發現含有1％的氧化鈾。
從中世紀後期開始，瀝青鈾礦從位於波希米亞的Joachimsthal（現捷克捷克共和國的Jáchymov）的哈布斯堡銀礦中提取，並在當地玻璃製造業中用作著色劑。。 
馬丁·克拉普羅斯（Martin Klaproth，1743-1817）發現鈾，後來嘗試使用使用這種元素作為玻璃著色劑。

## 應用

### 玻璃製造

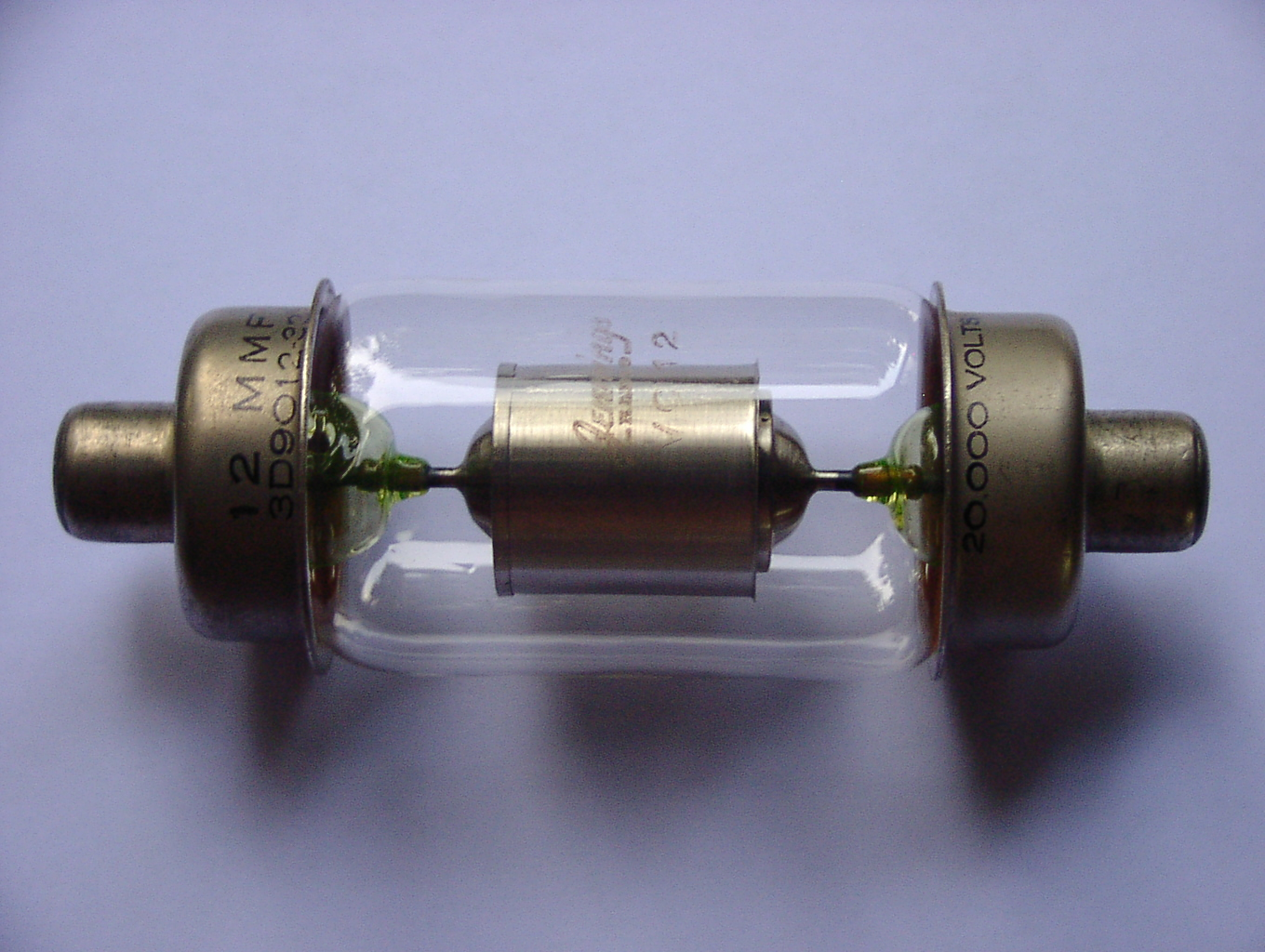
用铀玻璃密封电极的真空电容器

铀玻璃被用作一种中介，在科学玻璃吹制工中被称为“分级密封”。常用于密封金属如钨、钼或镍基合金如科瓦铁镍钴合金，是金属密封玻璃和低膨胀硼硅玻璃之间的中介。

### 現代化的生產
鈾玻璃在19世紀中期開始流行，其最受歡迎的時期是從1880年代到1920年代。
公認的鈾玻璃第一位主要生產者是奧地利的弗朗茲·里德爾 ，他分别命名黃色（德文：Gelb）和黃綠色（德語：Gelb-Grün）品種玻璃为“annagelb”和“annagrün” ，以紀念他的女兒安娜·瑪麗亞。 里德爾是鈾玻璃在一個多產鼓風機的Unter-Polaun （今天的Dolni Polubny ）， 波希米亞 1830年至1848年。
由19世紀40年代，許多其他歐洲玻璃廠開始生產鈾玻璃項目和開發新品種的鈾玻璃。 在百家樂玻璃廠在法國創造出他們称为“綠玉髓”的不透明的綠色鈾玻璃。

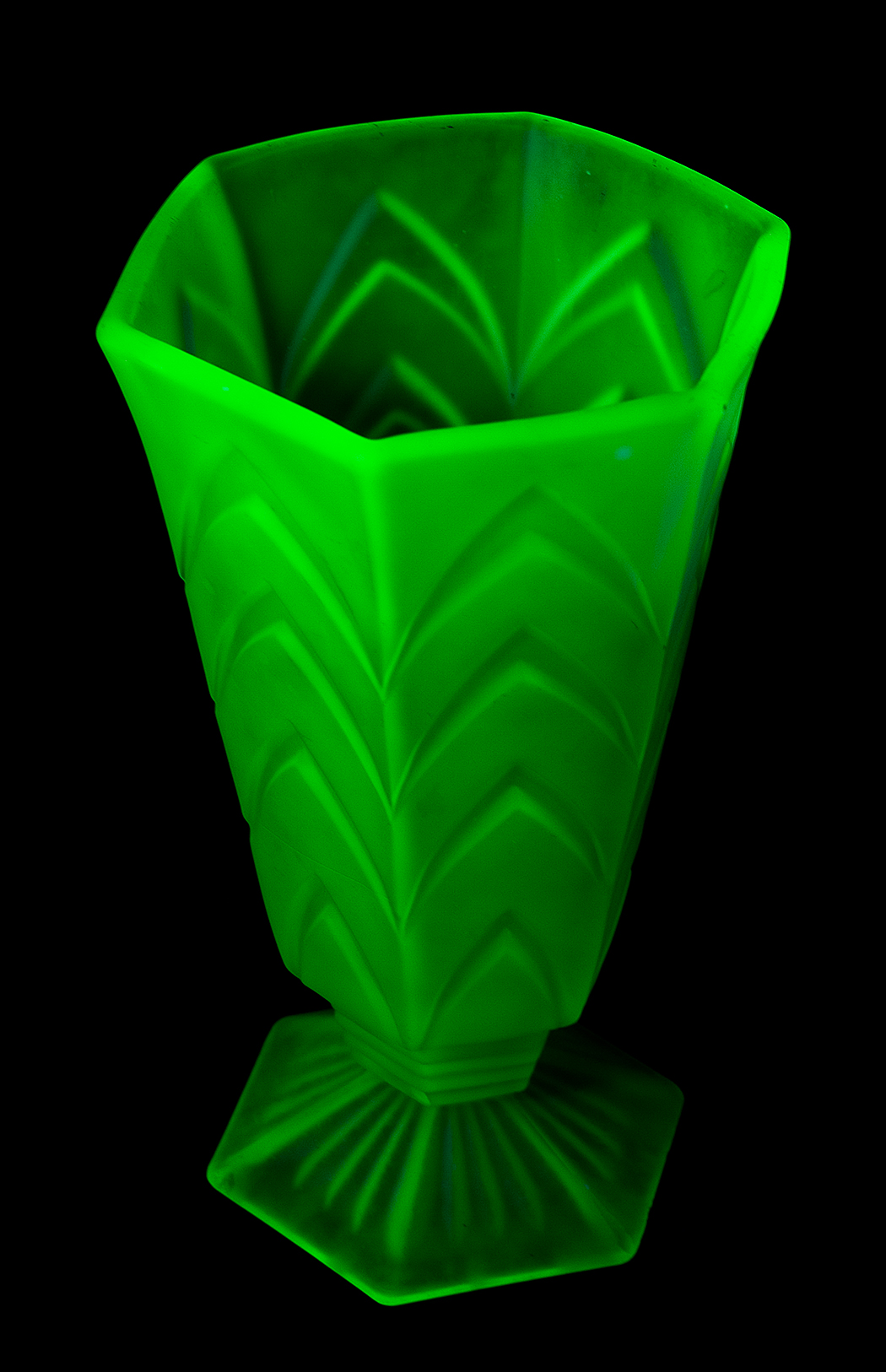
发出荧光的铀玻璃，使用压制技术制作
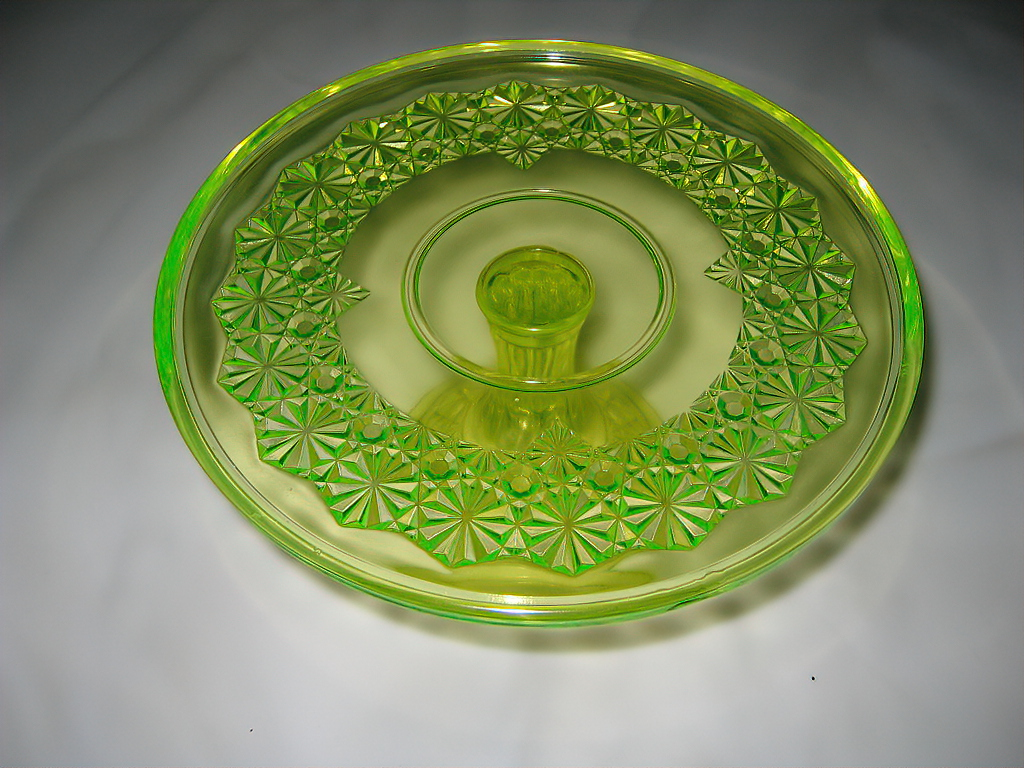
在紫外光下發光的鈾玻璃板。
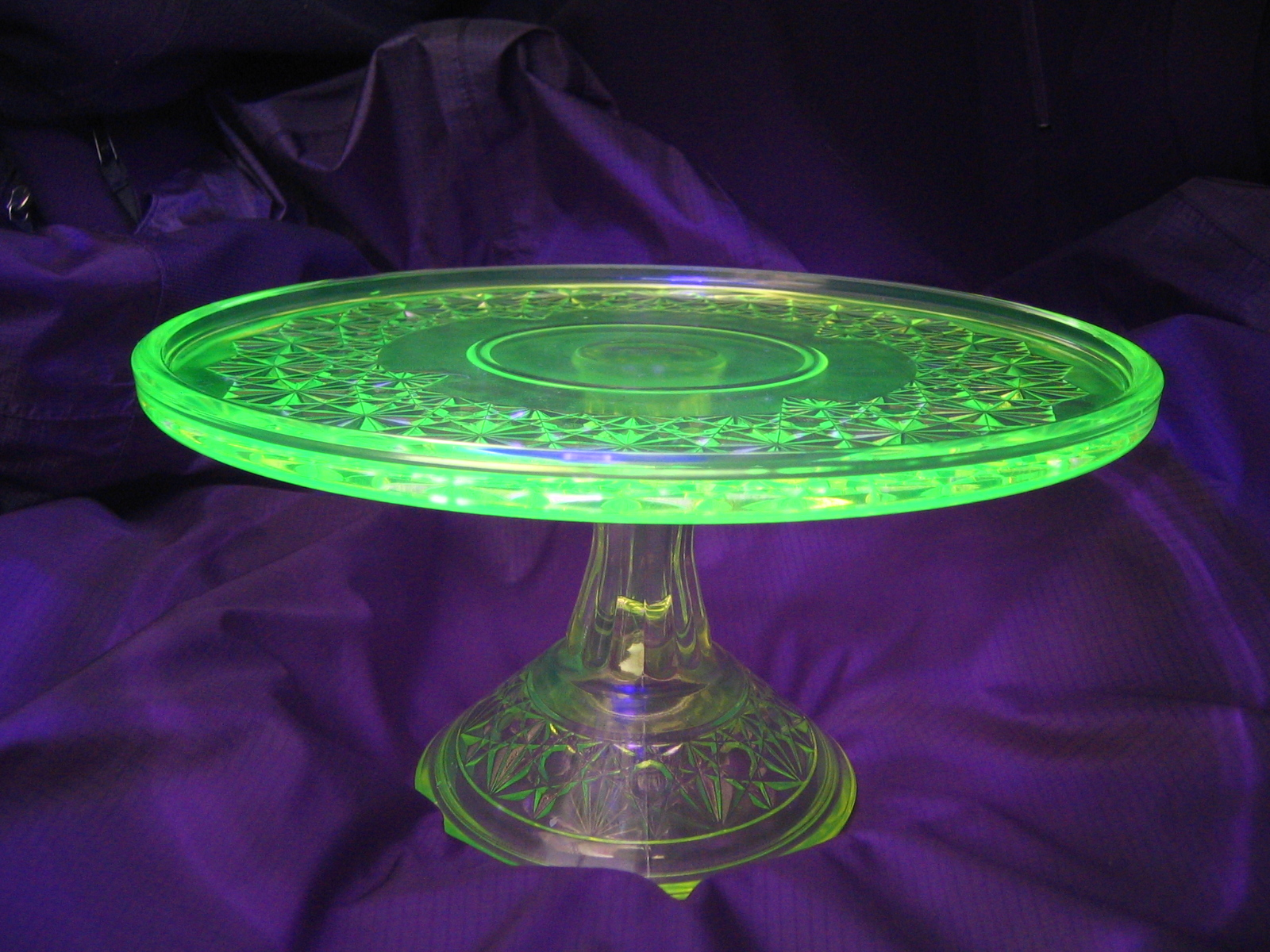
在紫外光下發光的鈾玻璃板。

在19世紀末，玻璃製造者發現添加某些礦物的鈾玻璃可在高溫下回火，從而引起不同程度的微結晶。 這產生了一系列的越來越不透明的玻璃，從傳統的透明的黃色或黃綠色到不透明的白色。 在大蕭條時期，更多的氧化鐵加入到铀玻璃中以迎合人们对綠色玻璃的偏好。該材料，技術上是一种玻璃-陶瓷 ，被命名为為“凡士林玻璃”，因為它的外觀与凡士林相似。
如今，少數廠家繼續制造傳統的凡士林玻璃：芬頓玻璃，莫瑟玻璃，吉布森玻璃和傑克·羅蘭傑。
美國生產的鈾玻璃在二戰中期停止，因為美國政府管制鈾的供應，直到1958年才恢復。

## 外部連結
- Antique Vaseline Glass and Uranium Glass
- Uranium Glass - The Glass Association
- Davidson English Pressed Glass at the Glass Museum （页面存档备份，存于）
- vaselineglass.org （页面存档备份，存于）
- Vaseline and Uranium Glass at the Health Physics Historical Instrumentation Museum Collection （页面存档备份，存于）
- These People Love to Collect Radioactive Glass （页面存档备份，存于）